# Région du Haut Ghana occidental
La région du Haut Ghana occidental (en anglais: Upper West Region) est l'une des dix régions du Ghana.

## Géographie
La région du Haut Ghana occidental se situe au nord-ouest du pays. Il est jouxté par la région du Nord au sud et la région du Haut Ghana oriental à l'est. Il a une frontière avec le Burkina Faso au nord et à l'ouest.
La capitale et la plus grande ville de la région est Wa.
La région du Haut Ghana occidental compte 11 districts, 1 district municipal et 10 ordinaires :
- Nandom (en) (capitale : Nandom)
- Jirapa/Lambussie (capitale : Jirapa)
- Lambussie Karni (capitale : Lambussie)
- Lawra (capitale : Lawra)
- Nadowli (capitale : Nadowli)
- Sissala est (capitale : Tumu)
- Sissala ouest (capitale : Gwollu)
- Wa est (capitale : Funsi)
- Wa
- Wa ouest (capitale : Wechiau)